# Nabatieh
Nabatieh är huvudort i guvernementet Nabatiye i Libanon. Orten ligger i den sydvästra delen av landet, 60 km söder om huvudstaden Beirut. Nabatieh ligger 426 meter över havet och antalet invånare är 40 000.
Terrängen runt Nabatieh är huvudsakligen kuperad, men den allra närmaste omgivningen är platt. Runt Nabatieh är det ganska tätbefolkat, med 160 invånare per kvadratkilometer.. Närmaste större samhälle är Nabatîyé et Tahta, 0,19 km norr om Nabatieh. 
Trakten runt Nabatieh består i huvudsak av gräsmarker.